# Клесів (станція)
Кле́сів — проміжна залізнична станція Рівненської дирекції Львівської залізниці на лінії Сновидовичі — Сарни між станціями Томашгород (13 км) та Страшів (10 км). Розташована у смт Клесів Сарненського району Рівненської області. Від станції відгалужується лінія до Клесівського кар'єру нерудних матеріалів.

## Історія
Станція відкрита 1902 року під час будівництва залізниці Києво-Берестейської залізниці, за кілька кілометрів від села Клесів, яка отримала однойменну назву. Згодом біля станції виросло невелике селище, яке теж стало називатися Клесовим.

## Пасажирське сполучення
На станції зупиняється єдиний пасажирський поїзд далекого сполучення «Галичина» № 142/141 Львів — Бахмут.
До 18 березня 2020 року приміське сполучення здійснювалося поїздами до станцій Олевськ та Сарни (нині скасовано).